# Sicyos parviflorus
Sicyos parviflorus är en gurkväxtart som beskrevs av Carl Ludwig von Willdenow. Sicyos parviflorus ingår i släktet hårgurkor, och familjen gurkväxter. Inga underarter finns listade i Catalogue of Life.